# Pegasus (cohete)
Pegasus es el nombre de una familia de cohetes orbitales orbitales de lanzamiento aéreo desarrollada por la empresa estadounidense Orbital Sciences Corporation (actualmente parte de Northrop Grumman Innovation Systems). Diseñado para poner en órbita satélites de pequeño tamaño, el Pegasus es lanzado desde un avión nodriza, lo que le permite una mayor flexibilidad en cuanto a las ubicaciones de lanzamiento y las trayectorias orbitales  lanzados desde el aire usando un avión nodriza.

## Historia y desarrollo
El primer lanzamiento del Pegasus tuvo lugar el 5 de abril de 1990. Fue el primer vehículo de lanzamiento espacial lanzado desde el aire, marcando un hito en la industria aeroespacial. El diseño original fue liderado por el Dr. Antonio Elías, con el ala sustentadora diseñada por  Burt Rutan. Los motores Orion utilizados en el cohete fueron desarrollados por Hercules Aerospace, actualmente Alliant Techsystems.
A lo largo de su historia, el Pegasus ha sido utilizado para lanzar una variedad de cargas útiles, incluyendo satélites científicos, tecnológicos y de observación de la Tierra. Su capacidad de lanzamiento desde el aire le permite acceder a una amplia gama de inclinaciones orbitales sin necesidad de instalaciones terrestres específicas.

## Versiones

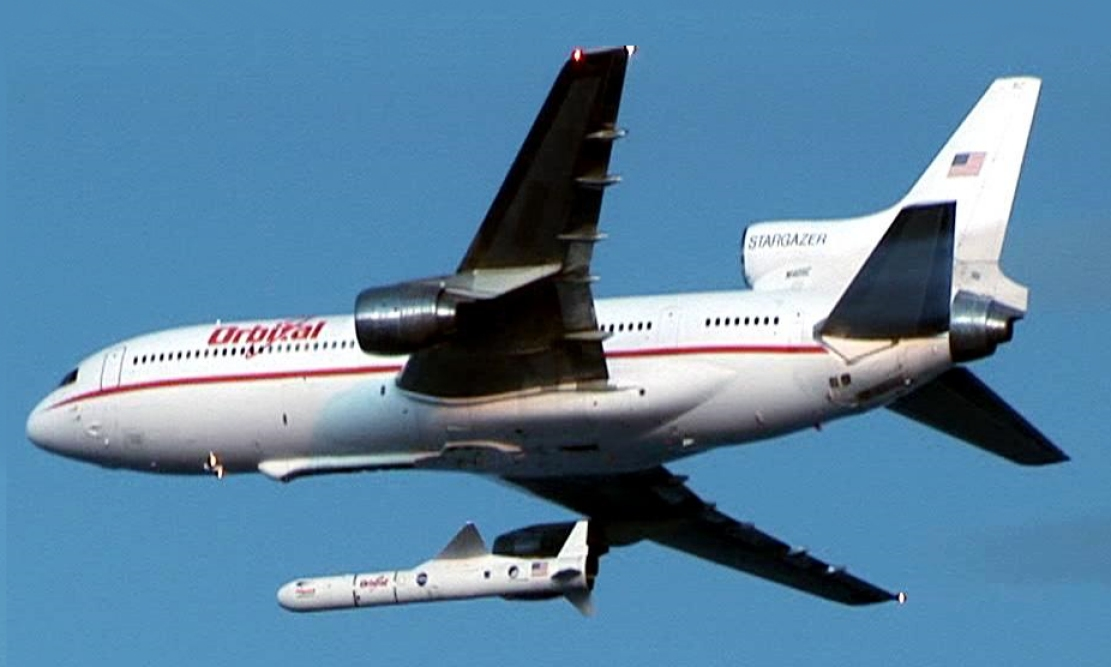
Un cohete Pegasus lanzado desde un Lockheed L-1011 TriStar.

### Pegasus[3]
La versión original del Pegasus es un cohete de tres etapas propulsado por combustible sólido. Entre 1990 y 2000, se realizaron 44 lanzamientos, de los cuales 39 fueron exitosos.
Especificaciones técnicas:
- Carga útil a LEO (órbita terrestre baja): hasta 443 kg
- Longitud: 16,9 m
- Diámetro: 1,27 m
- Masa al despegue: aproximadamente 23.130 kg
- Empuje: 450 kN

### Pegasus
La versión básica, de cuatro etapas, con 41 lanzamientos y 4 fallos entre el 5 de abril de 1990 y el 25 de abril de 2007.

#### Especificaciones
- Carga útil: 375 kg a LEO (200 km de altura).
- Empuje en despegue: 486,64 kN
- Masa total: 19 000 kg
- Diámetro: 1,27 m
- Longitud total: 15,5 m

### Pegasus H
Retirado en 2000, lanzado 4 veces entre el 3 de abril de 1995 y el 9 de octubre de 2000.

#### Especificaciones
- Carga útil: 350 kg a LEO.
- Empuje en despegue: 580 kN
- Masa total: 18 500 kg
- Diámetro: 1,28 m
- Longitud total: 15,5 m

### Pegasus/HAPS
Se trataba de un Pegasus con una etapa adicional HAPS. Solo se lanzaron dos ejemplares, el 17 de julio de 1991 y el 19 de mayo de 1994.

#### Especificaciones
- Carga útil: 250 kg a LEO.
- Empuje en despegue: 580 kN
- Masa total: 18 500 kg
- Diámetro: 1,28 m
- Longitud total: 15,5 m

### Pegasus XL
Versión mejorada del Pegasus. Lanzado 22 veces, con tres fallos, entre el 27 de junio de 1994 y el 25 de abril de 2007.

#### Especificaciones
- Carga útil: 443 kg a LEO (185 km de altura y 28,5 grados de inclinación orbital); 190 kg a órbita heliosincrónica (800 km de altura y 98,5 grados de inclinación).
- Empuje en despegue: 486,64 kN
- Masa total: 24 000 kg
- Diámetro: 1,27 m
- Longitud total: 17,6 m

### Pegasus XL/HAPS
Es un Pegasus XL con una etapa adicional HAPS. Lanzado 6 veces, entre el 23 de diciembre de 1997 y el 15 de abril de 2005.

#### Especificaciones
- Carga útil: 350 kg a LEO.
- Empuje en despegue: 726 kN
- Masa total: 23 000 kg
- Diámetro: 1,28 m
- Longitud total: 17,4 m

## Lanzamientos destacados
- Minisat 01 (1997): El 21 de abril de 1997, un Pegasus XL lanzó el satélite español Minisat 01 desde un avión L-1011 Stargazer sobre las Islas Canarias. Este lanzamiento también transportó una cápsula con las cenizas de 24 personas, incluyendo al creador de Star Trek, Gene Roddenberry, Gerard O'Neill o Timothy Leary.[5]
- DART (2005): El 15 de abril de 2005, un Pegasus XL lanzó la misión DART (Demonstration for Autonomous Rendezvous Technology) de la NASA, diseñada para probar tecnologías de encuentro y acoplamiento autónomo en el espacio [2][6]